# Organisations et personnes considérées par l'ONU comme proches d'Al-Qaïda ou des talibans
Le comité créé par la résolution 1267 du Conseil de sécurité des Nations unies en 1999 et visant à lutter contre le terrorisme a produit en 2001 une liste d'organisations et de personnes considérées comme proches d'Al-Qaïda ou des talibans, liste régulièrement mise à jour,,.
En septembre 2006, Interpol a diffusé cette liste en collaboration avec l'ONU. Ces personnes sont susceptibles de sanctions du Conseil de sécurité des Nations unies. Elles sont recherchées mondialement dans le cadre de la Notice Spéciale Rouge d'Interpol, c'est-à-dire qu'elles représentent un grand danger et doivent être retrouvées rapidement[réf. nécessaire].

## Liste des organisations
- Abou Sayyaf : 6 octobre 2001 ;
- Al Akhtar Trust (Al-Akhtar Medical Centre, Akhtarabad Medical Camp, Pakistan Relief Foundation, Pakistani Relief Foundation, Azmat-e-Pakistan Trust, Azmat Pakistan Trust) : 17 août 2005 ;
- Al Furqan : 11 mai 2004 ;
- Al Igatha Al-Islamiya (Organisation internationale islamique de secours, International Islamic Relief Agency, International Islamic Relief Organization, International Relief Organization, Islamic Relief Organization, Islamic World Relief, International Islamic Aid Organization, Islamic Salvation Committee, The Human Relief Committee of the Muslim World League, World Islamic Relief Organization, Al Igatha Al-Islamiya, Hayat al-Aghatha al-Islamia al-Alamiya) : 9 novembre 2006 ;
- Al Taqwa Bank : 9 novembre 2001 ;
- Al Taqwa Management Organization SA : 9 novembre 2001 ;
- Al Taqwa Trade, Property and Industry : 9 novembre 2001 ;
- Al-Barakaat (Al-Barakaat Bank, Al-Barakaat Bank Of Somalia, Al-Barakaat Telecommunications Ltd., Al-Barakaat Financial Company) : 9 novembre 2001 ; voir l'arrêt de la Cour de justice des communautés européennes de 2008 : Yassin Abdullah Kadi et Al Barakaat International Foundation / Conseil et Commission (2008)
- Al-Hamati Sweets Bakeries : 17 octobre 2001 ;
- Al-Harakat al-Islamiyah lil-Islah : 15 juillet 2005 ;
- Al-Haramain : 6 juillet 2004 ;
- Al-Ittihad al-Islami : 6 octobre 2001 ;
- Al-Jama’a al-Islamiyyah al-Muqatilah bi-Libya : 6 octobre 2001 ;
- Al-Nur Honey Press Shops : 17 octobre 2001 ;
- Al-Qaïda : 6 octobre 2001 ;
- Al-Qaïda au pays du Maghreb islamique : 6 octobre 2001 ;
- Al-Qaïda dans la péninsule arabique : 19 janvier 2010 ;
- Al-Qaida en Irak : 18 octobre 2004 ;
- Al-Rasheed Trust : 6 octobre 2001 ;
- Al-Shifa : 17 octobre 2001 ;
- Ansar al-Charia Derna et Ansar al-Charia Benghazi : 19 novembre 2014[2] ;
- Ansar al-Charia (Tunisie) : 23 septembre 2014[2] ;
- Ansar Dine ou Ansar Eddine, 20 mars 2013[5] ;
- Armée islamique d'Aden : 6 octobre 2001 ;
- Asat Trust : 9 novembre 2001 ;
- Asbat Al-Ansar : 6 octobre 2001 ;
- Ba Taqwa For Commerce and Real Estate Company Limited : 3 septembre 2002 ;
- Barakaat Bank of Somalia (Barakaat Boston, Barakaat Construction Company...) : 9 novembre 2001 ;
- Benevolence International Foundation (Al Bir Al Dawalia, BIF) : 21 novembre 2002 ;
- Boko Haram : 22 mai 2014[6] ;
- Bosanska Idealna Futura (BIF) : 21 novembre 2002 ;
- Brigade islamique internationale de maintien de la paix : 4 mars 2003 ;
- Darkazanli Export-Import Sonderposten : 6 octobre 2001 ;
- Djamat Houmat Daawa Salafia : 11 novembre 2003 ;
- Fondation Secours Mondial (Global Relief Foundation, FSM, Secours mondial de France, SEMONDE...) : 22 octobre 2002 ;
- Front Al-Nosra : 14 mai 2014[7] ;
- Groupe islamique armé : 6 octobre 2001 ;
- Groupe islamique combattant marocain : 10 octobre 2002 ;
- Groupe islamiste combattant tunisien : 10 octobre 2002 ;
- Harakat ul-Mujahidin : 6 octobre 2001 ;
- Heyatul Ulya : 9 novembre 2001 ;
- Jaish-e-Mohammed : 17 octobre 2001 ;
- Jam'iyat Al Ta'awun Al Islamiyya : 17 octobre 2001 ;
- Jama’at al-Jihad : 1er juin 2005 ;
- Jamiat Ihia Al-Turath Al-Islamiya : 11 janvier 2002 ;
- Jema’ah Islamiyah : 25 octobre 2002 ;
- Jihad islamique égyptien : 6 octobre 2001 ;
- Jund al-Islam : 24 février 2003 ;
- Lajnat Al-Da'wa al Islamia : 20 février 2003 ;
- Lajnat ul Masa Eidatul Afghaniab (Jamiat Ayat-ur-Rhas al Islamiac, Jamiat Ihya ul Turath al Islamia, Ahya ul Turas) : 11 janvier 2002 ;
- Lashkar-e-Jhangvi : 2 février 2003 ;
- Lashkar-e-Tayyiba : 2 mai 2005 ;
- Maktab al-Khadamāt : 6 octobre 2001 ;
- Meadowbrook Investments Limited : 7 février 2006 ;
- Mouvement islamique d'Ouzbékistan : 6 octobre 2001 ;
- Parti islamique du Turkestan : 11 septembre 2002
- Mouvement islamique Rajah Solaiman : 4 juin 2008 ;
- Nada International Anstalt : 3 septembre 2002 ;
- Ozlam Properties Limited : 7 février 2006 ;
- Parka Trading Company : 9 novembre 2001 ;
- Rabita Trust : 17 octobre 2001 ;
- Red Sea Barakat Company Limited : 9 novembre 2001 ;
- Riyadh-as-Saliheen : 4 mars 2003 ;
- Sanabel Relief Agency : 7 février 2006 ;
- Sara Properties Limited : 7 février 2006 ;
- Somali International Relief Organization : 9 novembre 2001 ;
- Somali Internet Company : 9 novembre 2001 ;
- Somali Network AB : 9 novembre 2001 ;
- Special Purpose Islamic Regiment : 4 mars 2003 ;
- Taibah International-Bosnia Offices : 11 mai 2004 ;
- Ummah Tameer E-Nau : 24 décembre 2001 ;
- Wafa Al-Igatha Al-Islamia : 6 octobre 2001 ;
- Youssef M. Nada (Youssef M. Nada & Co. Gesellschaft M.B.H) : 9 novembre 2001.

## Liste des individus
- Hamed Mohammed Hamed Ali : nationalités égyptienne, kényane et yéménite, recherché par les États-Unis ;
- Ayman Mohammed Rabi al-Zaouahiri : nationalité égyptienne, recherché par l'Égypte ;tué le 31 juillet 2022 à Kaboul par une frappe de drone américain.
- Oussama Mohammed Awad ben Laden : pas de nationalité (déchéance de la nationalité saoudienne en 1994), recherché par les États-Unis, l'Espagne et la Libye et tué le 1er mai 2011 lors d'une opération commando américaine au Pakistan à Abbottabad;
- Abou Iyadh : nationalité tunisienne, recherché par la Tunisie, tué le 21 février 2019 ;
- Saïd Bahaji : nationalités allemande et marocaine, recherché par l'Espagne et l'Allemagne ;
- Mokhtar Belmokhtar : nationalité algérienne, recherché par l'Algérie ;
- Ramzi Mohammed Abdallah Binalshib : nationalité yéménite, recherché par l'Espagne et l'Allemagne ;
- Mamoun Darkazanli : nationalités allemande et syrienne, recherché par l'Espagne.